# Seznam hradišť v Ústeckém kraji
Seznam hradišť v Ústeckém kraji obsahuje pravěká a raně středověká hradiště na území Ústeckého kraje včetně nepotvrzených objektů a objektů s nejistou lokalizací. Přestože přehled obsahuje osídlení lokality v různých obdobích pravěku a v raném středověku, neznamená to, že dané hradiště existovalo ve všech uvedených dobách.
| Název            | Obrázek | Kategorie Commons                                                 | Lokalita       | Doba osídlení lokality / poznámka                                       | Souřadnice                       |
| ---------------- | ------- | ----------------------------------------------------------------- | -------------- | ----------------------------------------------------------------------- | -------------------------------- |
| Bechlín          |         | Název kategorie na Wikimedia Commons nebyl zadán                  | Bechlín        | nepotvrzené hradiště                                                    |                                  |
| Bílenec          |         | Kategorie „Bílenec (hill fort)“ na Wikimedia Commons              | Bílenec        | neolit, eneolit, doba bronzová a halštatská / nedatované hradiště       | 50°7′50″ s. š., 13°29′3″ v. d.   |
| Bílina           |         | Název kategorie na Wikimedia Commons nebyl zadán                  | Bílina         | doba hradištní                                                          | 50°32′48″ s. š., 13°46′47″ v. d. |
| Brtníky          |         | Název kategorie na Wikimedia Commons nebyl zadán                  | Brtníky        | doba hradištní / nepotvrzené hradiště                                   |                                  |
| Březno           |         | Kategorie „Březno (hill fort)“ na Wikimedia Commons               | Březno         | eneolit, doba bronzová a halštatská                                     | 50°21′21″ s. š., 13°43′18″ v. d. |
| Černovice        |         | Kategorie „Hradiště u Černovic“ na Wikimedia Commons              | Černovice      | doba bronzová a hradištní                                               | 50°27′23″ s. š., 13°20′34″ v. d. |
| Děčín 1          |         | Název kategorie na Wikimedia Commons nebyl zadán                  | Děčín          | doba hradištní / písemnými prameny doložené, ale nepotvrzené hradiště   | 50°46′44″ s. š., 14°12′33″ v. d. |
| Děčín 2          |         | Název kategorie na Wikimedia Commons nebyl zadán                  | Děčín          | nepotvrzené hradiště                                                    |                                  |
| Domoušice        |         | Kategorie „Domoušice (fortified settlement)“ na Wikimedia Commons | Domoušice      | doba halštatská                                                         | 50°13′57″ s. š., 13°41′31″ v. d. |
| Drahúš           |         | Kategorie „Drahúš“ na Wikimedia Commons                           | Postoloprty    | doba hradištní                                                          | 50°21′10″ s. š., 13°41′32″ v. d. |
| Hazmburk         |         | Kategorie „Hazmburk“ na Wikimedia Commons                         | Klapý          | doba hradištní                                                          | 50°26′3″ s. š., 14°0′51″ v. d.   |
| Hlinná           |         | Název kategorie na Wikimedia Commons nebyl zadán                  | Hlinná         | doba bronzová                                                           | 50°34′9″ s. š., 14°6′51″ v. d.   |
| Hněvín           |         | Název kategorie na Wikimedia Commons nebyl zadán                  | Most           | doba halštatská a hradištní                                             | 50°31′12″ s. š., 13°37′53″ v. d. |
| Hradec u Kadaně  |         | Kategorie „Hradec u Kadaně“ na Wikimedia Commons                  | Hradec         | pozdní doba bronzová, halštatská a hradištní                            | 50°21′56″ s. š., 13°19′26″ v. d. |
| Hradec u Liběšic |         | Název kategorie na Wikimedia Commons nebyl zadán                  | Srdov          | nedatované hradiště                                                     | 50°36′26″ s. š., 14°17′1″ v. d.  |
| Hrádek           |         | Název kategorie na Wikimedia Commons nebyl zadán                  | Libochovany    | doba bronzová (nejisté), doba halštatská a hradištní                    | 50°32′59″ s. š., 14°2′54″ v. d.  |
| Hřivice          |         | Kategorie „Hřivice (hill fort)“ na Wikimedia Commons              | Hřivice        | doba hradištní                                                          | 50°17′17″ s. š., 13°43′49″ v. d. |
| Chlumec          |         | Název kategorie na Wikimedia Commons nebyl zadán                  | Chlumec        | doba hradištní / nejistá lokalizace, pravděpodobně na vrchu Horka       | 50°42′5″ s. š., 13°56′34″ v. d.  |
| Kyškovice        |         | Název kategorie na Wikimedia Commons nebyl zadán                  | Kyškovice      | doba hradištní nepotvrzené hradiště na vrchu Hamráček                   |                                  |
| Levín            |         | Název kategorie na Wikimedia Commons nebyl zadán                  | Srdov          | nedatované hradiště                                                     | 50°36′25″ s. š., 14°17′4″ v. d.  |
| Levousy          |         | Kategorie „Levousy (hradiště)“ na Wikimedia Commons               | Levousy        | doba bronzová (nejisté), doba hradištní                                 | 50°23′11″ s. š., 13°59′1″ v. d.  |
| Litoměřice       |         | Název kategorie na Wikimedia Commons nebyl zadán                  | Litoměřice     | doba hradištní                                                          | 50°31′56″ s. š., 14°7′38″ v. d.  |
| Lovosice         |         | Název kategorie na Wikimedia Commons nebyl zadán                  | Lovosice       | nepotvrzené hradiště                                                    | 50°31′6″ s. š., 14°2′48″ v. d.   |
| Měrunice         |         | Název kategorie na Wikimedia Commons nebyl zadán                  | Řisuty         | nedatované hradiště na vrchu Hradišťko                                  | 50°28′28″ s. š., 13°50′27″ v. d. |
| Mukov            |         | Kategorie „Mukov (hradiště)“ na Wikimedia Commons                 | Mukov          | doba bronzová                                                           | 50°30′31″ s. š., 13°52′12″ v. d. |
| Perštejn         |         | Kategorie „Burgberk (Perštejn)“ na Wikimedia Commons              | Perštejn       | nepotvrzené hradiště                                                    | 50°22′50″ s. š., 13°7′17″ v. d.  |
| Podhůří          |         | Název kategorie na Wikimedia Commons nebyl zadán                  | Podhůří        | doba bronzová, nepotvrzené hradiště                                     |                                  |
| Poplze           |         | Název kategorie na Wikimedia Commons nebyl zadán                  | Poplze         | doba bronzová                                                           | 50°23′45″ s. š., 14°2′52″ v. d.  |
| Přečaply         |         | Název kategorie na Wikimedia Commons nebyl zadán                  | Přečaply       | pravěk, doba hradištní / nedoložené hradiště                            | 50°26′2″ s. š., 13°28′20″ v. d.  |
| Rubín            |         | Kategorie „Rubín (hill fort)“ na Wikimedia Commons                | Dolánky        | pravěk, doba hradištní                                                  | 50°15′15″ s. š., 13°26′16″ v. d. |
| Skytaly          |         | Název kategorie na Wikimedia Commons nebyl zadán                  | Skytaly        | doba halštatská                                                         | 50°11′10″ s. š., 13°19′2″ v. d.  |
| Stradonice       |         | Kategorie „Stradonice (hradiště)“ na Wikimedia Commons            | Stradonice     | doba halštatská                                                         | 50°22′18″ s. š., 13°58′11″ v. d. |
| Štěpánov         |         | Název kategorie na Wikimedia Commons nebyl zadán                  | Radovesice     | doba bronzová                                                           | 50°32′12″ s. š., 13°52′49″ v. d. |
| Tušimice         |         | Název kategorie na Wikimedia Commons nebyl zadán                  | Tušimice       | doba bronzová / nepotvrzené, zcela zaniklé hradiště                     | 50°23′12″ s. š., 13°21′32″ v. d. |
| Úhošť            |         | Název kategorie na Wikimedia Commons nebyl zadán                  | Úhošťany       | neolit, doba bronzová, halštatská a laténská / nepotvrzené hradiště     | 50°21′32″ s. š., 13°14′18″ v. d. |
| Ústí nad Labem   |         | Název kategorie na Wikimedia Commons nebyl zadán                  | Ústí nad Labem | doba hradištní, nepotvrzené hradiště                                    | 50°39′31″ s. š., 14°2′31″ v. d.  |
| Vetlá            |         | Název kategorie na Wikimedia Commons nebyl zadán                  | Vetlá          | doba hradištní, nepotvrzené hradiště na vrchu Sovice                    | 50°28′3″ s. š., 14°18′11″ v. d.  |
| Vlastislav       |         | Název kategorie na Wikimedia Commons nebyl zadán                  | Vlastislav     | eneolit, doba bronzová a hradištní                                      | 50°30′ s. š., 13°57′16″ v. d.    |
| Výrov            |         | Kategorie „Výrov (hill fort)“ na Wikimedia Commons                | Třeskonice     | neolit, eneolit, doba bronzová, halštatská, laténská, římská, hradištní | 50°15′27″ s. š., 13°39′48″ v. d. |
| Zabrušany        |         | Kategorie „Zabrušany (hill fort)“ na Wikimedia Commons            | Zabrušany      | eneolit, doba hradištní                                                 | 50°36′27″ s. š., 13°47′14″ v. d. |
| Žatec            |         | Název kategorie na Wikimedia Commons nebyl zadán                  | Žatec          | doba halštatská a hradištní                                             | 50°19′53″ s. š., 13°32′35″ v. d. |